# Masoud Shojaei
Masoud Shojaei Soleimani (in persiano مسعود شجاعی سلیمانی‎; Shiraz, 9 giugno 1984) è un ex calciatore e attivista iraniano centrocampista della nazionale iraniana.

## Carriera

### Club

#### Inizi (2002-2008)
Dopo aver giocato in patria dal 2002 al 2006 con il Sanat Naft e il Saipa, nel 2006 si trasferisce allo Sharjah negli Emirati Arabi Uniti. Le sue prestazioni non sono passate inosservate tanto da essere stato osservato da squadre italiane, tedesche e spagnole.

#### Spagna: Osasuna e Las Palmas (2008-2014)
Nel 2008 si trasferisce all'Osasuna, squadra militante nella Liga spagnola, sbarcando così nel calcio europeo, raggiungendo il connazionale Javad Nekounam, che giocava nel club navarriano dal 2006. Shojaei ha debuttato con il club nel pareggio per 1-1 contro il Villareal il 31 agosto 2008.
A Pamplona Shojaei vi rimane per 5 anni: dopo aver trovato molto spazio i primi due (33 partite disputato il primo anno e 36 il secondo), nei 3 successivi ne trova molto meno a causa di molti infortuni (tra cui uno che gli ha fatto saltare tutta la stagione 2011-2012) ha giocato molto meno, cosa avvenuta soprattutto dopo la Coppa d'Asia 2011.
Il 3 settembre 2013 si trasferisce da svincolato al Las Palmas nella seconda serie spagnola. Con la squadra delle Isole Canarie raggiunge, tramite il settimo posto in classifica (il terzo posto era occupato dal Barcellona B che non poteva farli i playoffs), i playoffs in cui la squadra, dopo aver eliminato lo Sporting Gijón in semifinale, in finale pareggia nella doppia sfida con il Córdoba pagando il gol subito al 93º minuto in casa nella sfida di ritorno pareggiata per 1-1 (all'andata era finita 0-0).

#### Qatar (2014-2016)
Dopo i Mondiali 2014 Shojaei ha rifiutato un'offerta dal Real Saragozza, accettando quella dell'Al-Shahaniya in Qatar. Dopo la retrocessione del club da penultimo in classifica, si è trasferito all'Al-Gharafa rimanendo in Qatar.

#### Ritorno in Europa: Paniōnios (2016-2018)
Il 22 luglio 2016 torna a giocare in Europa trasferendosi in Grecia al Paniōnios.

#### AEK Atene (2018)
Il 7 gennaio 2018 viene ufficializzato il suo trasferimento all'AEK Atene.
Con la squadra della capitale, vince il primo trofeo della sua carriera, ovvero il campionato greco.

#### Ritorno in Patria (2018-)
Il 31 luglio 2018 fa ritorno in Patria firmando con il Tractor Sazi.

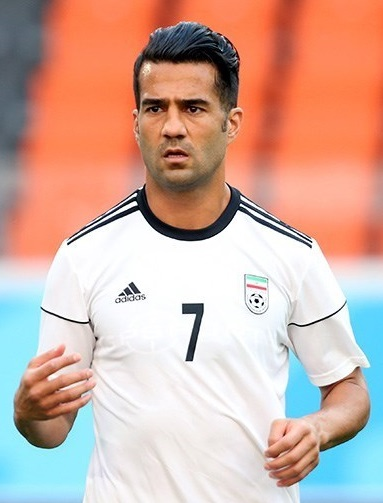
Shojaei durante i Mondiali 2018

### Nazionale
Debutta in Nazionale nel 2004 subentrando al 72º nella sfida vinta per 7-0 contro il Laos, e da allora ne è membro fisso avendo partecipato a 3 Mondiali (2006, 2014, 2018) e 4 Coppe d'Asia (2007, 2011, 2015 e 2019).
Prima di lui nessun calciatore iraniano aveva mai partecipato a 3 Coppe del Mondo, nonostante avesse rischiato di non partecipare a quella del 2018 per motivi politici.

## Attivismo
Il 17 giugno 2009, nella partita contro la Sud Corea, Shojaei ha espresso il suo supporto al Movimento Verde Iraniano contestando la vittoria di Ahmadinejad.
Ha espresso più volte il proprio dissenso verso il fatto che le donne non potessero andare allo stadio in Iran.
Ha rischiato di non essere convocato ai Mondiali 2018 per via del fatto che lui (insieme al connazionale ed ex compagno di squadra al Panionios Ehsan Hajsafi) ha scambiato il cinque con dei giocatori di una squadra israeliana (il Maccabi Tel Aviv); dopo che all'andata lui e Hajsafi si erano rifiutati di affrontare la squadra per via del fatto che l'Iran non riconosce lo stato di Israele, al ritorno i due sono stati obbligati dal club di appartenenza a giocare la partita; per questo fatto la selezione iraniana ha rischiato di non poter partecipare ai Mondiali in Russia. Per questo fatto Shojaei ha subito una momentanea sospensione dalla Nazionale e il suo ritorno nel marzo 2018, per le amichevoli contro Tunisia e Algeria, ha suscitato non poche polemiche nel Parlamento iraniano che ne chiedeva il ban dal mondo sportivo.

## Statistiche

### Cronologia presenze e reti in nazionale
| Cronologia completa delle presenze e delle reti in nazionale ― Iran | Cronologia completa delle presenze e delle reti in nazionale ― Iran | Cronologia completa delle presenze e delle reti in nazionale ― Iran | Cronologia completa delle presenze e delle reti in nazionale ― Iran | Cronologia completa delle presenze e delle reti in nazionale ― Iran | Cronologia completa delle presenze e delle reti in nazionale ― Iran | Cronologia completa delle presenze e delle reti in nazionale ― Iran | Cronologia completa delle presenze e delle reti in nazionale ― Iran |
| Data                                                                | Città                                                               | In casa                                                             | Risultato                                                           | Ospiti                                                              | Competizione                                                        | Reti                                                                | Note                                                                |
| ------------------------------------------------------------------- | ------------------------------------------------------------------- | ------------------------------------------------------------------- | ------------------------------------------------------------------- | ------------------------------------------------------------------- | ------------------------------------------------------------------- | ------------------------------------------------------------------- | ------------------------------------------------------------------- |
| 17-11-2004                                                          | Teheran                                                             | Iran                                                                | 7 – 0                                                               | Laos                                                                | Qual. Mondiali 2006                                                 | -                                                                   | 72’                                                                 |
| 28-5-2006                                                           | Osijek                                                              | Croazia                                                             | 2 – 2                                                               | Iran                                                                | Amichevole                                                          | -                                                                   | 85’                                                                 |
| 31-5-2006                                                           | Teheran                                                             | Iran                                                                | 5 – 2                                                               | Bosnia ed Erzegovina                                                | Amichevole                                                          | -                                                                   | 46’ 47’                                                             |
| 21-6-2006                                                           | Lipsia                                                              | Angola                                                              | 1 – 1                                                               | Iran                                                                | Mondiali 2006 - 1º turno                                            | -                                                                   | 13’                                                                 |
| 24-3-2007                                                           | Doha                                                                | Qatar                                                               | 0 – 1                                                               | Iran                                                                | Amichevole                                                          | -                                                                   | 46’                                                                 |
| 2-6-2007                                                            | San Luis Potosí                                                     | Messico                                                             | 4 – 0                                                               | Iran                                                                | Amichevole                                                          | -                                                                   | 46’                                                                 |
| 17-11-2004                                                          | Teheran                                                             | Iran                                                                | 8 – 1                                                               | Giamaica                                                            | Amichevole                                                          | -                                                                   |                                                                     |
| 10-1-2008                                                           | Doha                                                                | Qatar                                                               | 0 – 0                                                               | Iran                                                                | Amichevole                                                          | -                                                                   | 46’                                                                 |
| 30-1-2008                                                           | Teheran                                                             | Iran                                                                | 8 – 1                                                               | Giamaica                                                            | Amichevole                                                          | -                                                                   | 46’                                                                 |
| 21-3-2008                                                           | Riffa                                                               | Bahrein                                                             | 0 – 0                                                               | Iran                                                                | Amichevole                                                          | -                                                                   | 73’                                                                 |
| 26-3-2008                                                           | Al-Kuwait                                                           | Kuwait                                                              | 2 – 2                                                               | Iran                                                                | Qual. Mondiali 2010                                                 | -                                                                   | 72’                                                                 |
| 2-6-2008                                                            | Teheran                                                             | Iran                                                                | 0 – 0                                                               | Emirati Arabi Uniti                                                 | Qual. Mondiali 2010                                                 | -                                                                   |                                                                     |
| 7-6-2008                                                            | Dubai                                                               | Emirati Arabi Uniti                                                 | 0 – 1                                                               | Iran                                                                | Qual. Mondiali 2010                                                 | -                                                                   |                                                                     |
| 14-6-2008                                                           | Damasco                                                             | Siria                                                               | 0 – 2                                                               | Iran                                                                | Qual. Mondiali 2010                                                 | -                                                                   | 90+3’                                                               |
| 6-9-2008                                                            | Riad                                                                | Arabia Saudita                                                      | 1 – 1                                                               | Iran                                                                | Qual. Mondiali 2010                                                 | -                                                                   |                                                                     |
| 15-10-2008                                                          | Teheran                                                             | Iran                                                                | 2 – 1                                                               | Corea del Nord                                                      | Qual. Mondiali 2010                                                 | -                                                                   |                                                                     |
| 19-11-2008                                                          | Dubai                                                               | Emirati Arabi Uniti                                                 | 1 – 1                                                               | Iran                                                                | Qual. Mondiali 2010                                                 | -                                                                   |                                                                     |
| 11-2-2009                                                           | Teheran                                                             | Iran                                                                | 1 – 1                                                               | Corea del Sud                                                       | Qual. Mondiali 2010                                                 | -                                                                   | 73’                                                                 |
| 28-3-2009                                                           | Teheran                                                             | Iran                                                                | 1 – 2                                                               | Arabia Saudita                                                      | Qual. Mondiali 2010                                                 | 1                                                                   |                                                                     |
| 1-4-2009                                                            | Teheran                                                             | Iran                                                                | 1 – 1                                                               | Senegal                                                             | Amichevole                                                          | -                                                                   | 46’                                                                 |
| 6-6-2009                                                            | Pyongyang                                                           | Corea del Nord                                                      | 0 – 0                                                               | Iran                                                                | Qual. Mondiali 2010                                                 | -                                                                   | 35’                                                                 |
| 10-6-2009                                                           | Teheran                                                             | Iran                                                                | 1 – 0                                                               | Emirati Arabi Uniti                                                 | Qual. Mondiali 2010                                                 | -                                                                   | 80’                                                                 |
| 17-6-2009                                                           | Seul                                                                | Corea del Sud                                                       | 1 – 1                                                               | Iran                                                                | Qual. Mondiali 2010                                                 | 1                                                                   | 68’                                                                 |
| 12-8-2009                                                           | Sarajevo                                                            | Bosnia ed Erzegovina                                                | 2 – 3                                                               | Iran                                                                | Amichevole                                                          | 1                                                                   | 90+5’                                                               |
| 5-9-2009                                                            | Tashkent                                                            | Uzbekistan                                                          | 0 – 0                                                               | Iran                                                                | Amichevole                                                          | -                                                                   |                                                                     |
| 14-11-2009                                                          | Teheran                                                             | Iran                                                                | 1 – 0                                                               | Giordania                                                           | Qual. Coppa d'Asia 2011                                             | -                                                                   | 65’                                                                 |
| 18-11-2009                                                          | Teheran                                                             | Iran                                                                | 1 – 1                                                               | Macedonia                                                           | Amichevole                                                          | -                                                                   | 76’                                                                 |
| 3-3-2010                                                            | Teheran                                                             | Iran                                                                | 1 – 0                                                               | Thailandia                                                          | Qual. Coppa d'Asia 2011                                             | -                                                                   | 64’                                                                 |
| 3-9-2010                                                            | Zhengzhou                                                           | Cina                                                                | 0 – 2                                                               | Iran                                                                | Amichevole                                                          | -                                                                   | 55’                                                                 |
| 7-9-2010                                                            | Seul                                                                | Corea del Sud                                                       | 0 – 1                                                               | Iran                                                                | Amichevole                                                          | 1                                                                   | 90+3’                                                               |
| 28-9-2010                                                           | Mascate                                                             | Oman                                                                | 2 – 2                                                               | Iran                                                                | Amichevole                                                          | -                                                                   |                                                                     |
| 7-10-2010                                                           | Abu Dhabi                                                           | Brasile                                                             | 3 – 0                                                               | Iran                                                                | Amichevole                                                          | -                                                                   | 73’                                                                 |
| 28-12-2010                                                          | Doha                                                                | Qatar                                                               | 0 – 0                                                               | Iran                                                                | Amichevole                                                          | -                                                                   | 76’                                                                 |
| 2-1-2011                                                            | Teheran                                                             | Iran                                                                | 1 – 0                                                               | Angola                                                              | Amichevole                                                          | -                                                                   | 80’                                                                 |
| 11-1-2011                                                           | Ar Rayyan                                                           | Iraq                                                                | 1 – 2                                                               | Iran                                                                | Coppa d'Asia 2011 - 1º turno                                        | -                                                                   | 69’                                                                 |
| 19-1-2011                                                           | Doha                                                                | Emirati Arabi Uniti                                                 | 0 – 3                                                               | Iran                                                                | Coppa d'Asia 2011 - 1º turno                                        | -                                                                   | cap. 46’                                                            |
| 22-1-2011                                                           | Doha                                                                | Iran                                                                | 0 – 1 dts                                                           | Corea del Sud                                                       | Coppa d'Asia 2011 - Quarti di finale                                | -                                                                   | 75’ 105’                                                            |
| 5-9-2012                                                            | Amman                                                               | Giordania                                                           | 0 – 0                                                               | Iran                                                                | Amichevole                                                          | -                                                                   | 67’                                                                 |
| 11-9-2012                                                           | Beirut                                                              | Libano                                                              | 1 – 0                                                               | Iran                                                                | Qual. Mondiali 2014                                                 | -                                                                   |                                                                     |
| 16-10-2012                                                          | Teheran                                                             | Iran                                                                | 1 – 0                                                               | Corea del Sud                                                       | Qual. Mondiali 2014                                                 | -                                                                   | 48’, 56’                                                            |
| 6-2-2013                                                            | Teheran                                                             | Iran                                                                | 5 – 0                                                               | Libano                                                              | Qual. Coppa d'Asia 2015                                             | -                                                                   |                                                                     |
| 26-3-2013                                                           | Hawalli                                                             | Kuwait                                                              | 1 – 1                                                               | Iran                                                                | Qual. Coppa d'Asia 2015                                             | 1                                                                   | 38’ 66’                                                             |
| 4-6-2013                                                            | Doha                                                                | Qatar                                                               | 0 – 1                                                               | Iran                                                                | Qual. Mondiali 2014                                                 | -                                                                   |                                                                     |
| 11-6-2013                                                           | Teheran                                                             | Iran                                                                | 4 – 0                                                               | Libano                                                              | Qual. Mondiali 2014                                                 | -                                                                   | 69’                                                                 |
| 18-6-2013                                                           | Ulsan                                                               | Corea del Sud                                                       | 0 – 1                                                               | Iran                                                                | Qual. Mondiali 2014                                                 | -                                                                   | 83’                                                                 |
| 15-10-2013                                                          | Teheran                                                             | Iran                                                                | 2 – 1                                                               | Thailandia                                                          | Qual. Coppa d'Asia 2015                                             | -                                                                   | 79’                                                                 |
| 15-11-2013                                                          | Bangkok                                                             | Thailandia                                                          | 0 – 3                                                               | Iran                                                                | Qual. Coppa d'Asia 2015                                             | -                                                                   | 86’                                                                 |
| 19-11-2013                                                          | Beirut                                                              | Libano                                                              | 1 – 4                                                               | Iran                                                                | Qual. Coppa d'Asia 2015                                             | -                                                                   |                                                                     |
| 5-3-2014                                                            | Teheran                                                             | Iran                                                                | 1 – 2                                                               | Guinea                                                              | Amichevole                                                          | -                                                                   | 46’                                                                 |
| 26-5-2014                                                           | Hartberg                                                            | Montenegro                                                          | 0 – 0                                                               | Iran                                                                | Amichevole                                                          | -                                                                   |                                                                     |
| 8-6-2014                                                            | San Paolo                                                           | Iran                                                                | 2 – 0                                                               | Trinidad e Tobago                                                   | Amichevole                                                          | -                                                                   | 80’                                                                 |
| 16-6-2014                                                           | Curitiba                                                            | Nigeria                                                             | 0 – 0                                                               | Iran                                                                | Mondiali 2014 - 1º turno                                            | -                                                                   | 89’                                                                 |
| 21-6-2014                                                           | Belo Horizonte                                                      | Argentina                                                           | 1 – 0                                                               | Iran                                                                | Mondiali 2014 - 1º turno                                            | -                                                                   | 73’ 76’                                                             |
| 25-6-2014                                                           | Salvador                                                            | Bosnia ed Erzegovina                                                | 3 – 1                                                               | Iran                                                                | Mondiali 2014 - 1º turno                                            | -                                                                   | 46’                                                                 |
| 18-11-2014                                                          | Teheran                                                             | Iran                                                                | 1 – 0                                                               | Corea del Sud                                                       | Amichevole                                                          | -                                                                   | 60’                                                                 |
| 11-1-2015                                                           | Melbourne                                                           | Iran                                                                | 2 – 0                                                               | Bahrein                                                             | Coppa d'Asia 2015 - 1º turno                                        | 1                                                                   | 80’                                                                 |
| 15-1-2015                                                           | Sydney                                                              | Qatar                                                               | 0 – 1                                                               | Iran                                                                | Coppa d'Asia 2015 - 1º turno                                        | -                                                                   | 72’                                                                 |
| 23-1-2015                                                           | Canberra                                                            | Iran                                                                | 3 – 3 dts (6 - 7 dtr)                                               | Iraq                                                                | Coppa d'Asia 2015 - Quarti di finale                                | -                                                                   | 46’                                                                 |
| 26-3-2015                                                           | Sankt Pölten                                                        | Iran                                                                | 2 – 0                                                               | Cile                                                                | Amichevole                                                          | -                                                                   | 70’                                                                 |
| 31-3-2015                                                           | Solna                                                               | Svezia                                                              | 3 – 1                                                               | Iran                                                                | Amichevole                                                          | -                                                                   | 88’                                                                 |
| 11-6-2015                                                           | Tashkent                                                            | Uzbekistan                                                          | 0 – 1                                                               | Iran                                                                | Amichevole                                                          | -                                                                   | 46’                                                                 |
| 16-6-2015                                                           | Aşgabat                                                             | Turkmenistan                                                        | 1 – 1                                                               | Iran                                                                | Qual. Mondiali 2018                                                 | -                                                                   | 46’                                                                 |
| 17-11-2015                                                          | Dededo                                                              | Guam                                                                | 0 – 6                                                               | Iran                                                                | Qual. Mondiali 2018                                                 | 1                                                                   | 43’                                                                 |
| 2-6-2016                                                            | Skopje                                                              | Macedonia                                                           | 1 – 3                                                               | Iran                                                                | Amichevole                                                          | -                                                                   | 71’                                                                 |
| 7-6-2016                                                            | Teheran                                                             | Iran                                                                | 6 – 0                                                               | Kirghizistan                                                        | Amichevole                                                          | 1                                                                   | 64’                                                                 |
| 6-9-2016                                                            | Shenyang                                                            | Cina                                                                | 0 – 0                                                               | Iran                                                                | Qual. Mondiali 2018                                                 | -                                                                   | 76’                                                                 |
| 6-10-2016                                                           | Tashkent                                                            | Uzbekistan                                                          | 0 – 1                                                               | Iran                                                                | Qual. Mondiali 2018                                                 | -                                                                   | 83’                                                                 |
| 11-11-2016                                                          | Shah Alam                                                           | Papua Nuova Guinea                                                  | 1 – 8                                                               | Iran                                                                | Amichevole                                                          | -                                                                   | Uscita                                                              |
| 23-3-2017                                                           | Doha                                                                | Qatar                                                               | 0 – 1                                                               | Iran                                                                | Qual. Mondiali 2018                                                 | -                                                                   | 84’                                                                 |
| 28-3-2017                                                           | Teheran                                                             | Iran                                                                | 1 – 0                                                               | Cina                                                                | Qual. Mondiali 2018                                                 | -                                                                   | 39’                                                                 |
| 12-6-2017                                                           | Teheran                                                             | Iran                                                                | 2 – 0                                                               | Uzbekistan                                                          | Qual. Mondiali 2018                                                 | -                                                                   | 70’                                                                 |
| 23-3-2018                                                           | Radès                                                               | Tunisia                                                             | 1 – 0                                                               | Iran                                                                | Amichevole                                                          | -                                                                   | cap. 46’                                                            |
| 27-3-2018                                                           | Graz                                                                | Iran                                                                | 2 – 1                                                               | Algeria                                                             | Amichevole                                                          | -                                                                   | 46’                                                                 |
| 28-5-2018                                                           | Graz                                                                | Turchia                                                             | 2 – 1                                                               | Iran                                                                | Amichevole                                                          | -                                                                   | cap. 68’                                                            |
| 8-6-2018                                                            | Mosca                                                               | Iran                                                                | 1 – 0                                                               | Lituania                                                            | Amichevole                                                          | -                                                                   | cap. 46’                                                            |
| 15-6-2018                                                           | San Pietroburgo                                                     | Marocco                                                             | 0 – 1                                                               | Iran                                                                | Mondiali 2018 - 1º turno                                            | -                                                                   | cap. 10’ 67’                                                        |
| 11-9-2018                                                           | Tashkent                                                            | Uzbekistan                                                          | 0 – 1                                                               | Iran                                                                | Amichevole                                                          | -                                                                   | 71’                                                                 |
| 16-10-2018                                                          | Teheran                                                             | Iran                                                                | 2 – 1                                                               | Bolivia                                                             | Amichevole                                                          | -                                                                   | 46’                                                                 |
| 15-11-2018                                                          | Teheran                                                             | Iran                                                                | 1 – 0                                                               | Trinidad e Tobago                                                   | Amichevole                                                          | -                                                                   | cap. 59’                                                            |
| 20-11-2018                                                          | Doha                                                                | Iran                                                                | 1 – 1                                                               | Venezuela                                                           | Amichevole                                                          | -                                                                   | 73’                                                                 |
| 24-12-2018                                                          | Doha                                                                | Iran                                                                | 1 – 1                                                               | Palestina                                                           | Amichevole                                                          | -                                                                   | 60’                                                                 |
| 31-12-2018                                                          | Doha                                                                | Qatar                                                               | 1 – 2                                                               | Iran                                                                | Amichevole                                                          | -                                                                   | 67’                                                                 |
| 20-1-2019                                                           | Abu Dhabi                                                           | Iran                                                                | 2 – 0                                                               | Oman                                                                | Coppa d'Asia 2019 - Ottavi di finale                                | -                                                                   | 88’                                                                 |
| 6-6-2019                                                            | Doha                                                                | Iran                                                                | 5 – 0                                                               | Siria                                                               | Amichevole                                                          | -                                                                   | 66’                                                                 |
| 11-6-2019                                                           | Seul                                                                | Corea del Sud                                                       | 1 – 1                                                               | Iran                                                                | Amichevole                                                          | -                                                                   | 90+1’                                                               |
| 10-10-2019                                                          | Teheran                                                             | Iran                                                                | 14 – 0                                                              | Cambogia                                                            | Qual. Mondiali 2022                                                 | -                                                                   | 57’                                                                 |
| 14-11-2019                                                          | Amman                                                               | Iraq                                                                | 2 – 1                                                               | Iran                                                                | Qual. Mondiali 2022                                                 | -                                                                   | cap. 81’                                                            |
| Totale                                                              |                                                                     | Presenze                                                            | 87                                                                  |                                                                     | Reti                                                                | 8                                                                   |                                                                     |

## Palmarès

### Club

#### Competizioni nazionali
- Campionato greco: 1

AEK Atene: 2017-2018
- Coppa d'Iran: 1

Tractor Sazi: 2019-2020